# توسولا

موقع توسولا

شعار توسولا

توسولا (Tuusula) مدينة فنلندية ضمن إقليم أوسيما جنوبي البلاد ويبلغ عديد قاطنيها 36.767 ساكن .

## الجغرافيا
تمتد توسولا على ضفاف بحيرة توسولانيارفي ، جزءاً من إقليم أوسيما . تغطي مساحة 225,48 كيلومتر مربع منها 5.91 من المياه. وتبلغ الكثافة السكانية 167.45 نسمة لكل كيلومتر مربع.
بتوسولا ثلاثة مراكز تجمعات سكانية. هورولا (حوالى 19,500 ساكن) و هي المركز الإداري، الاثنان الآخران يوكيلا (5,300 ساكن) وكيلوكوسكي (4,300 ساكن). السكان ال4،400 الباقيين موزعين على المناطق الريفية خارج المراكز البلدية.
البلديات المجاورة : فانتا جنوباً، نورميارفي غرباً، هوفينكا شمالاً، مانتســَـلا و يارفنبا إلى الشمال الشرقي، و سيبو و كيرافا شرقاً.

## التاريخ

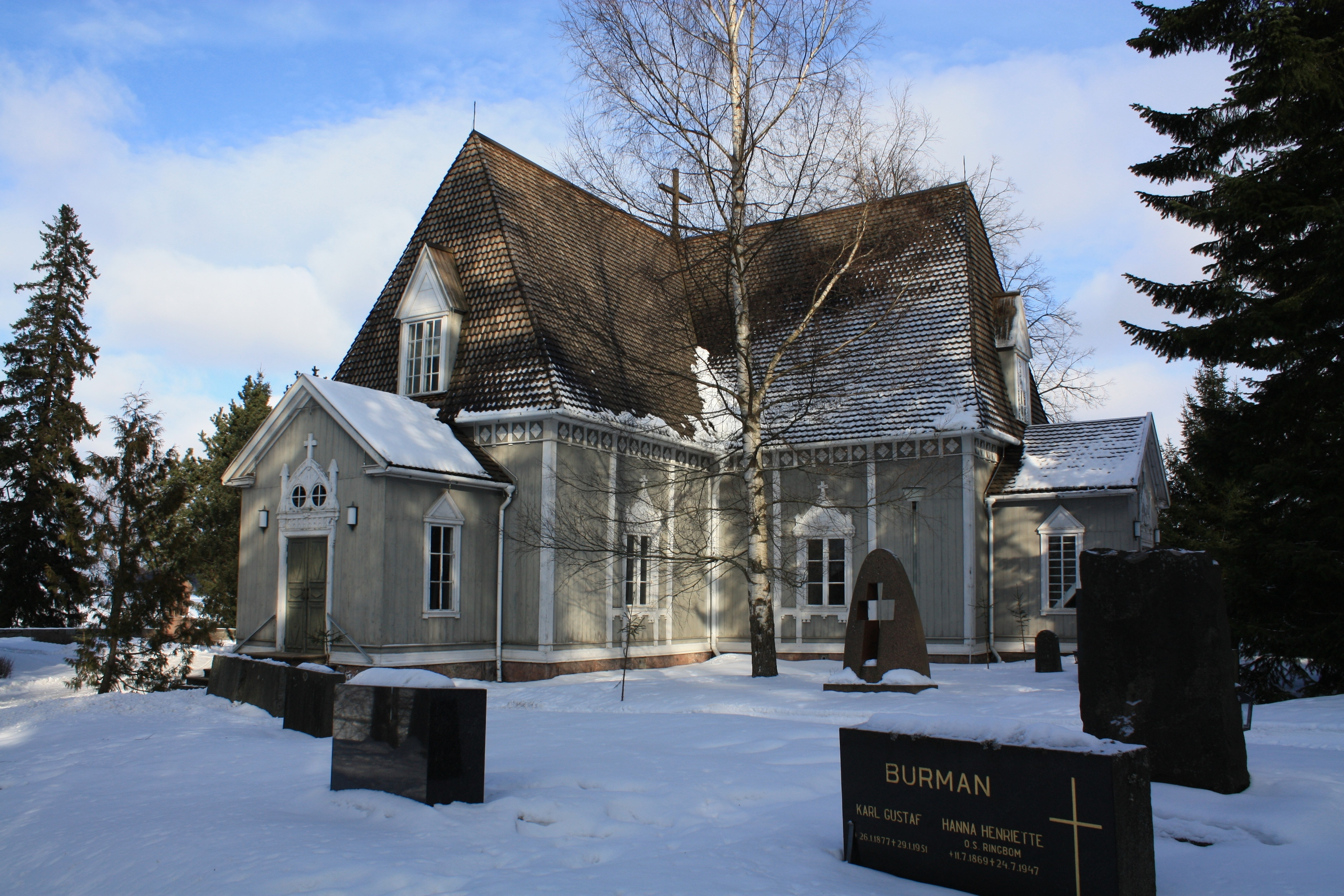
كنيسة توسولا الخشبية

كانت منطقة حيث الآن توسولا تقع ضمن نطاق بلدية سيبو الأكبر مساحة . في سنة 1643 ، أصبحت رعية منفصلة داخل البلدية، وفي عام 1653 صارت بلدية منفصلة. لم تبق حدود توسولا دائماً على حالها : في عام 1924 بلدية كيرافا انفصلت عنها ؛ في عام 1950 قـُسـّمت بلدية كورسو بين توسولا وكيرافا و سيبو ؛ و في 1951 انفصلت عنها بلدية يارفنبا .
خلال حرب القرم (1853-1856) ، رابطت حامية روسية في ما يعرف الآن هورولا. تطورت الرعية الحديثة في الغالب من حولها.
لطالما كانت المنطقة منطقة خصبة للغاية، وبالتالي تشجعت الزراعة. بدأت تطور الصناعات الأخرى في عام 1795 ، عندما تأسست صناعة الحديد في كيلوكوسكي التي ظلت تعمل حتى ثمانينات القرن العشرين . عزز إنشاء السكك الحديدية النمو في يوكيلا .
إثر هذه الفترة الصناعية تحقق جانب آخر من جوانب تاريخ توسولا . استقطبت بحيرة توسولانيارفي العديد من الفنانين الذين أرادوا رسم المناظر الطبيعية الجميلة. على خطى ألكسيس كيفى شاعر الوطنية الفنلندية الذي أمضى السنوات الأخيرة من حياته في كوخ على ضفاف البحيرة، أنشأ جان سيبيليوس و يوهاني أهو و بيكا هالونين أماكن إقامتهم الرئيسي هنا. في الآونة الأخيرة أصبحت هذه المنازل من المواقع السياحية، خصوصا منزل سيبيليوس أينولا. أيضا، طريق بحيرة توسولا على الضفة الشرقية للبحيرة هي متحف في الهواء الطلق.
حادث تصادم يوكيلا كان حادث القطار وقع يوم 21 أبريل 1996 هنا.
شهدت ثانوية يوكيلا ما بات يعرف بمذبحة مدرسة يوكيلا إثر إطلاق طالب النار بها في يوم 7 نوفمبر 2007 كانت حصيلته 9 قتلى (بما في ذلك مرتكب الجريمة ذو 18 عاماً، بيكا ايريك أوفينن)

## السكان
توسولا، في ضواحي هلسنكي، شهدت نمو سكاني بأكثر من ضعف حجمها بعام 1970.
بلدية فنلندية اللغة رسميا . و السويدية هي اللغة الرسمية الثانية حتى عام 1943. اليوم فقط 2 ٪ ناطقون باللغة السويدية.
سكان في :
- 1970—17.235
- 1980—22.151
- 1987—26.234
- 1990—27.328
- 1997—29.957
- 2000—31.957
- 2007—34.890

## السياسة

### المجلس البلدي
| الحزب                               | النسبة في المجلس | المقاعد |
| ----------------------------------- | ---------------- | ------- |
| حزب الائتلاف الوطني                 | 26.2%            | 14      |
| "من أجل توسولا" (Tuusulan Puolesta) | 25.2%            | 14      |
| الحزب الاشتراكي الديمقراطي          | 25.1%            | 13      |
| حزب الوسط                           | 11.6%            | 5       |
| الديمقراطيون المسيحيون              | 3.2%             | 2       |
| تحالف اليسار                        | 3.5%             | 1       |
| الرابطة الخضراء                     | 3.5%             | 1       |
| حزب الشعب السويدي                   | 1,1 %            | 1       |

### توأمة المدن
- أوبيغورد، النرويج
- سولنتونا، السويد
- هفيدوفري، الدنمرك
- فيني، إستونيا
- أوغوستوف، بولندا
- تسيليه، ألمانيا
- فيدنويي، روسيا
- ولاية كويريتارو، المكسيك

## وصلات خارجية
- بلدية توسولا – الموقع الرسمي